# Île aux Marins
L'île aux Marins (cioè "isola dei Marinai"), prima del 1920 île aux Chiens ("isola dei cani"), è una piccola isola dell'arcipelago di Saint-Pierre e Miquelon.

## Geografia fisica
Lunga 1500 metri per una larghezza che varia dai 100 ai 400 metri, si presenta come una larga striscia pianeggiante a qualche centinaia di metri al largo del porto di Saint-Pierre.

## Storia
Il villaggio che sorge sull'isola conobbe un'intensa attività alla fine del XIX secolo come dipendenza del porto di Saint-Pierre per le attività legate alla pesca del merluzzo, arrivando a contare 600 abitanti. Comune autonomo, fu aggregato a Saint-Pierre nel 1945. È disabitato dal 1963.
L'isola conobbe un rifiorire di attività negli anni ottanta con la ristrutturazione delle antiche case dei pescatori, attualmente visitabili.

## Monumenti e luoghi d'interesse
- Musée Archipélitude
- Casa Jézéquel
- Chiesa Notre Dame des Marins
- Cimitero
- Relitto del Transpacific

## Galleria d'immagini

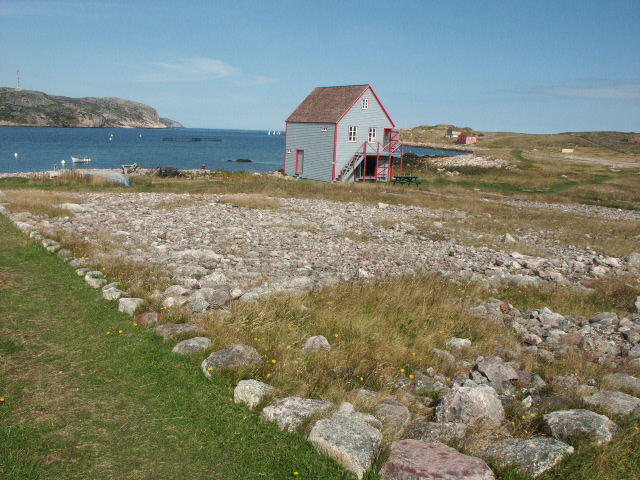
Una casa di pescatori sull'île aux Marins
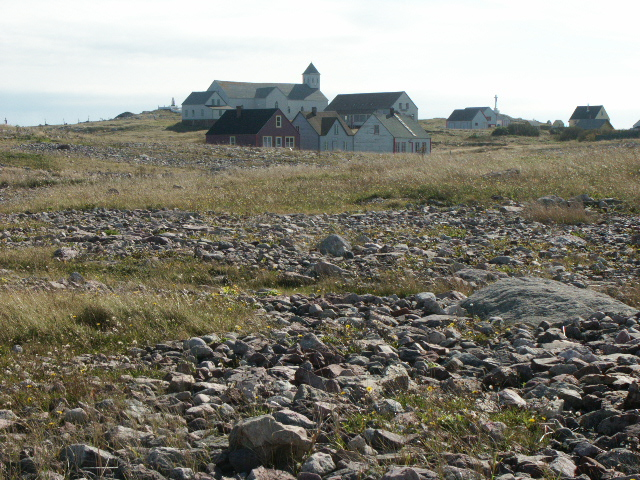
Il villaggio abbandonato sull'île aux Marins
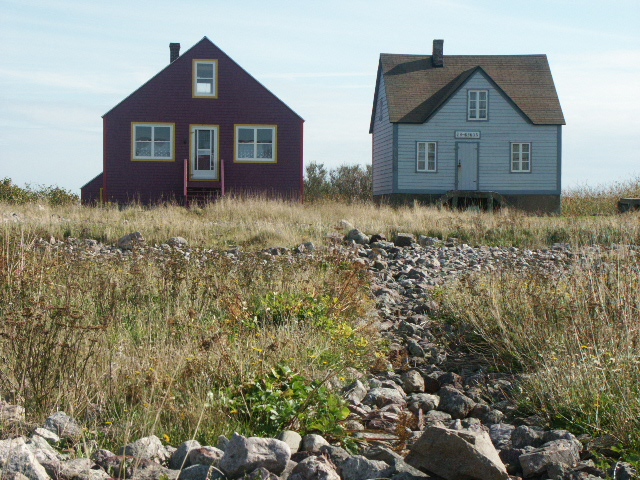
Scorcio